# 페르난도 모리엔테스
페르난도 모리엔테스 산체스(스페인어: Fernando Morientes Sánchez, 1976년 4월 5일, 스페인 시예로스 ~ )는 스페인의 전 축구 선수이다.
그는 이전에 리버풀, AS 모나코, 알바세테, 레알 사라고사, 레알 마드리드, 발렌시아에서 뛰었으며, 특히 1997년과 2005년 사이에 머물었던 팀인 레알 마드리드에선 3번의 챔피언스리그 우승과 두 번의 프리메라리가 우승을 이끌었다. 또한 AS 모나코에 임대되었던 시절 모나코의 돌풍을 이끌었다. 그 과정에서 모리엔테스는 자신의 친정팀인 레알 마드리드를 격침시켰을 뿐만 아니라 첼시마저 탈락시킨 일등 공신이었으며, 그 해 챔피언스리그 득점왕을 차지하였다. 2010년 그는 올랭피크 드 마르세유와 계약을 해지하고 34세의 나이로 은퇴를 선언했다. 현재는 스페인 발렌시아 지역 신생팀인 우라칸의 유소년 코치를 맡고 있다

## 수상
레알 마드리드
- 프리메라리가 : 2000-01, 2002-03
- 프리메라리가 준우승 : 1998-99, 2004-05
- UEFA 챔피언스리그 : 1997-98, 1999-2000, 2001-02
- 코파 델 레이 준우승 : 2001-02
- 수페르코파 데 에스파냐 : 1997, 2001, 2003
- UEFA 슈퍼컵 : 2002
- UEFA 슈퍼컵 준우승 : 1998, 2000
- 인터콘티넨털컵 : 1998, 2002
- 인터콘티넨털컵 준우승 : 2000

 AS 모나코
- 2003-04 UEFA 챔피언스리그 준우승

 리버풀
- 2004-05 풋볼 리그 컵 준우승
- 2004-05 UEFA 챔피언스리그 우승
- 2005년 UEFA 슈퍼컵 우승
- 2005-06 FA컵 우승

 발렌시아 
- 2007-08 코파 델 레이 우승

개인
- UEFA 챔피언스리그 득점왕 : 2003-04
- UEFA 클럽 풋볼 어워드 최우수 공격수 : 2003-04
- 2002년 FIFA 월드컵 맨 오브 더 매치 : vs. 파라과이 (조별리그)